# Kacper Przybyłko
Kacper Przybyłko, né le 25 mars 1993 à Bielefeld en Allemagne, est un footballeur germano-polonais. Il joue au poste d'attaquant au FC Lugano.

## Biographie

### Jeunesse
Né en Allemagne, Przybyłko est le fils de l'ancien footballeur polonais Mariusz et de l'ancienne athlète polonaise Violetta Przybyłko qui déménagent en Allemagne alors qu'ils sont jeunes adultes. Il a un frère jumeau, Jacub, également footballeur et un frère aîné, Mateusz, qui pratique le saut en hauteur et représente l'Allemagne dans des compétitions internationales,.

### Carrière en club

#### Formation et débuts dans les ligues inférieures
Formé au Arminia Bielefeld entre 2003 et 2012, Kacper Przybyłko joue en Bundesliga des moins de 17 ans puis des moins de 19 ans avant de rejoindre l'équipe réserve de sa ville natale lors de la saison 2011-2012 de NRW-Liga, la cinquième division allemande. Alors qu'il est auteur de quinze buts en treize rencontres à ce niveau, il participe à seulement deux parties en 3. Liga avec l'équipe fanion. Pour ses débuts professionnels, il entre en jeu contre le 1. FC Heidenheim 1846 en remplaçant Patrick Schönfeld le 1er octobre 2011 à l'occasion d'une défaite 1-0 pour le compte de la douzième journée de 3. Liga.
Il signe alors le 31 janvier 2012 en faveur du 1. FC Cologne qui prend part à la Bundesliga. Néanmoins, il reste là aussi cantonné à un rôle en équipe réserve. Seulement quelques jours après son arrivée, le 4 février, il inscrit son premier but dans une victoire 4-0 contre la seconde équipe du VfL Bochum. Finalement, au cours de la seconde moitié de la saison 2011-2012, il joue dix-sept matchs en Regionalliga Ouest (quatrième division) et inscrit dix buts.

#### Différentes expériences en 2. Bundesliga (2012-2018)
Ses performances remarquées lui valent d'intégrer le groupe professionnel du 1. FC Cologne fraîchement relégué en 2. Bundesliga. Après deux rencontres de championnat sur le banc des remplaçants au cours desquelles il n'entre pas en jeu, Kacper Przybyłko fait sa première apparition avec l'équipe première colonaise en Coupe d'Allemagne contre le SpVgg Unterhaching le 18 août 2012. C'est le 14 avril 2013 qu'il inscrit son premier but dans un championnat professionnel contre le VfR Aalen (victoire 1-0),.
Mais son passage au professionnalisme à Cologne est difficile et après un faible temps de jeu au cours de la saison 2012-2013 et le début de la saison 2013-2014, il est prêté à son club formateur du Arminia Bielefeld jusqu'à l'été 2014 lors de la trêve hivernale. Pour son retour dans sa ville natale, il inscrit un doublé dès sa première rencontre contre FC Sankt Pauli le 9 février. Il conclut la demi-saison avec cinq réalisations en seize rencontres. Au terme de la saison, son équipe évite de justesse une relégation directe en 3. Liga grâce à un ultime match décisif contre le SG Dynamo Dresde au cours duquel Kacper Przybyłko marque le troisième et dernier but dans une victoire 3-2. Néanmoins, en barrages de relégation, son équipe s'incline à la différence de buts après un score cumulé de 5-5 contre le SV Darmstadt 98 et malgré un nouveau but de Przybyłko en prolongations.
À l'été 2014, alors que son prêt prend fin avec l'Arminia Bielefeld, il arrive en fin de contrat avec le 1. FC Cologne et s'engage au SpVgg Greuther Fürth le 27 mai 2014. Pour sa première rencontre avec sa nouvelle équipe, il ouvre son compteur de buts contre le VfL Bochum en 2. Bundesliga (1-1).
Après seulement une saison au SpVgg Greuther Fürth, il rejoint le 1. FC Kaiserslautern, toujours en 2. Bundesliga au cours de l'été 2015, pour une durée de trois ans. Dès sa première rencontre, il marque à deux reprises dans une victoire 1-3 contre le MSV Duisbourg. Malheureusement pour lui, son passage au Kaiserslautern est marqué par une blessure persistante au pied droit qui l'empêche d'enchaîner les rencontres et, à chaque fois qu'il tente de reprendre du rythme, sa blessure refait surface. Proche de raccrocher les crampons après ces nombreuses rechutes, il poursuit sur sa lancée et persiste avec son équipe. En 47 rencontres, il inscrit neuf buts avec le FC Kaiserslautern entre 2015 et 2018. Pour sa dernière saison, il ne joue qu'une seule partie en septembre 2017 et son équipe est reléguée en 3. Liga à l'été 2018.
Libre de tout contrat en août 2018, il effectue un essai au 1. FC Magdebourg mais celui-ci n'est pas concluant.

#### Le succès à Philadelphie (2018-2022)
Alors que les clubs allemands doutent de sa capacité à garder le rythme de la compétition sans se blesser, Kacper Przybyłko fait un nouvel essai, au Union de Philadelphie, franchise de Major League Soccer. Après plusieurs semaines de supervision, les dirigeants de l'équipe de Pennsylvanie lui offrent un contrat jusqu'à la fin de la saison 2018, assorti d'une option pour la saison 2019. Bien qu'il n'apparaisse dans aucune rencontre de MLS en 2018, l'option dans son contrat est levée et il fait donc partie de l'effectif pour la saison 2019 car les dirigeants considèrent son talent même si sa remise en forme tarde à venir,.
En début de saison 2019, il est prêté à l'équipe réserve de Philadelphie, le Steel de Bethlehem où il inscrit trois buts en deux rencontres contre le Legion de Birmingham et le Battery de Charleston.
De retour en équipe première fin avril, il marque trois buts dans ses quatre premières rencontres de MLS et attire l'attention,. Il enchaîne par la suite les rencontres en MLS et impressionne toujours plus au point de devenir l'attaquant de pointe indiscutable devant Cory Burke. Grâce à ses performances, Philadelphie lève l'option de son contrat pour la saison 2020 dès l'été 2019, tout en conservant une nouvelle option pour la saison 2021. Blessé à l'automne 2019, il ne peut pas aider son équipe qui atteint alors la demi-finale de conférence après une troisième place dans la Conférence Est en saison régulière. Il termine sa première saison complète de MLS avec un bilan de quinze buts et quatre passes décisives en vingt-six rencontres. Son contrat est alors prolongé jusqu'en 2023 à la veille du début de la saison 2020.
Après deux semaines d'activité, la saison 2020 de MLS est suspendue en raison de la pandémie de Covid-19. Quelques jours après, le 1er avril, un joueur du Union de Philadelphie est déclaré comme positif au coronavirus, sans aucune mention de son identité. Le 13 mai suivant, Przybyłko annonce sur les réseaux sociaux être le joueur en question et être désormais guéri. Ce désagrément ne l'empêche pas d'être un élément important dans la conquête du premier titre de l'histoire de son club avec une belle saison 2020 couronnée par un Supporters' Shield. Néanmoins, en séries éliminatoires, il reste muet et son équipe est éliminée en quart de finale de conférence par le Revolution de la Nouvelle-Angleterre.
Il commence la saison 2021 en découvrant la Ligue des champions de la CONCACAF au cours de laquelle il s'illustre en décrochant la récompense de meilleur buteur de la compétition avec cinq réalisations. En championnat, il inscrit douze buts et Philadelphie se classe au second rang dans sa conférence. Przybyłko ne poursuit pourtant pas sa belle forme en restant de nouveau muet en séries alors que son équipe atteinte cette fois-ci la finale de conférence mais s'incline face au futur champion, le New York City FC.

#### Passage mitigé à Chicago (2022-2023)
Le 22 janvier 2022, le Fire de Chicago s'attache les services du buteur polonais en échange de plus d'un million de dollars en argent d'allocation. Il rejoint ainsi une franchise qui ne s'est qualifiée pour les séries éliminatoires qu'à une seule reprise depuis 2013 et qui aspire à de nouvelles ambitions sous la gouverne d'Ezra Hendrickson.

### Carrière internationale
En 2008, la Fédération polonaise de football le repère et l'invite à rejoindre son équipe nationale des moins de 15 ans. Il gravit alors tous les échelons un à un jusqu'à la sélection espoirs en 2013.
Il participe aux éliminatoires du Championnat d'Europe des moins de 17 ans en 2010 avec la sélection polonaise. Lors de cette phase de qualifications, il inscrit deux buts, contre l'Autriche puis l'Israël mais son équipe ne parvient pas à accéder à la phase finale de la compétition.

## Palmarès
1. FC Cologne
- Champion de 2. Bundesliga en 2013-2014

 Union de Philadelphie
- Vainqueur du Supporters' Shield en 2020

## Statistiques
| Saison                | Club                     | Championnat           | Championnat | Championnat | Championnat | Coupe(s) nationale(s) | Coupe(s) nationale(s) | Coupe(s) nationale(s) | Compétition(s) continentale(s) | Compétition(s) continentale(s) | Compétition(s) continentale(s) | Compétition(s) continentale(s) | Séries | Séries | Séries | Total | Total | Total |
| Saison                | Club                     | Division              | M.          | B.          | P.d.        | M.                    | B.                    | P.d.                  | Comp.                          | M.                             | B.                             | P.d.                           | M.     | B.     | P.d.   | M.    | B.    | P.d.  |
| 2011-2012             | Arminia Bielefeld        | 3. Liga               | 2           | 0           | 0           | 0                     | 0                     | 0                     | -                              | -                              | -                              | -                              | -      | -      | -      | 2     | 0     | 0     |
| 2011-2012             | 1. FC Cologne            | Bundesliga            | 0           | 0           | 0           | -                     | -                     | -                     | -                              | -                              | -                              | -                              | -      | -      | -      | 0     | 0     | 0     |
| 2012-2013             | 1. FC Cologne            | 2. Bundesliga         | 15          | 1           | 0           | 2                     | 0                     | 0                     | -                              | -                              | -                              | -                              | -      | -      | -      | 17    | 1     | 0     |
| 2013-2014             | 1. FC Cologne            | 2. Bundesliga         | 8           | 1           | 0           | 0                     | 0                     | 0                     | -                              | -                              | -                              | -                              | -      | -      | -      | 8     | 1     | 0     |
| Sous-total            | Sous-total               | Sous-total            | 23          | 2           | 0           | 2                     | 0                     | 0                     | -                              | -                              | -                              | -                              | -      | -      | -      | 25    | 2     | 0     |
| 2013-2014             | Arminia Bielefeld (prêt) | 2. Bundesliga         | 14          | 4           | 2           | -                     | -                     | -                     | -                              | -                              | -                              | -                              | 2      | 1      | 0      | 16    | 5     | 2     |
| 2014-2015             | SpVgg Greuther Fürth     | 2. Bundesliga         | 32          | 5           | 4           | 1                     | 0                     | 0                     | -                              | -                              | -                              | -                              | -      | -      | -      | 33    | 5     | 4     |
| 2015-2016             | 1. FC Kaiserslautern     | 2. Bundesliga         | 30          | 7           | 1           | 2                     | 0                     | 0                     | -                              | -                              | -                              | -                              | -      | -      | -      | 32    | 7     | 1     |
| 2016-2017             | 1. FC Kaiserslautern     | 2. Bundesliga         | 14          | 2           | 1           | 0                     | 0                     | 0                     | -                              | -                              | -                              | -                              | -      | -      | -      | 14    | 2     | 1     |
| 2017-2018             | 1. FC Kaiserslautern     | 2. Bundesliga         | 1           | 0           | 0           | 0                     | 0                     | 0                     | -                              | -                              | -                              | -                              | -      | -      | -      | 1     | 0     | 0     |
| Sous-total            | Sous-total               | Sous-total            | 45          | 9           | 2           | 2                     | 0                     | 0                     | -                              | -                              | -                              | -                              | -      | -      | -      | 47    | 9     | 2     |
| 2018                  | Union de Philadelphie    | MLS                   | 0           | 0           | 0           | -                     | -                     | -                     | -                              | -                              | -                              | -                              | 0      | 0      | 0      | 0     | 0     | 0     |
| 2019                  | Union de Philadelphie    | MLS                   | 26          | 15          | 4           | 0                     | 0                     | 0                     | -                              | -                              | -                              | -                              | 0      | 0      | 0      | 26    | 15    | 4     |
| 2020                  | Union de Philadelphie    | MLS                   | 26          | 8           | 6           | -                     | -                     | -                     | -                              | -                              | -                              | -                              | 1      | 0      | 0      | 27    | 8     | 6     |
| 2021                  | Union de Philadelphie    | MLS                   | 34          | 12          | 3           | -                     | -                     | -                     | LCC                            | 6                              | 5                              | 1                              | 3      | 0      | 0      | 43    | 17    | 4     |
| Sous-total            | Sous-total               | Sous-total            | 86          | 35          | 13          | 0                     | 0                     | 0                     | -                              | 6                              | 5                              | 1                              | 4      | 0      | 0      | 96    | 40    | 14    |
| 2022                  | Fire de Chicago          | MLS                   | 25          | 5           | 1           | 1                     | 0                     | 0                     | -                              | -                              | -                              | -                              | -      | -      | -      | 26    | 5     | 1     |
| 2023                  | Fire de Chicago          | MLS                   | 25          | 4           | 2           | 3                     | 2                     | 0                     | LC                             | 3                              | 0                              | 0                              | -      | -      | -      | 31    | 6     | 2     |
| Sous-total            | Sous-total               | Sous-total            | 50          | 9           | 3           | 4                     | 2                     | 0                     | -                              | 3                              | 0                              | 0                              | -      | -      | -      | 57    | 11    | 3     |
| 2023-2024             | FC Lugano                | Super League          | 3           | 1           | 0           | 1                     | 0                     | 0                     | -                              | -                              | -                              | -                              | -      | -      | -      | 4     | 1     | 0     |
| 2024-2025             | FC Lugano                | Super League          | 5           | 3           | 0           | 1                     | 3                     | 0                     | C1+C3                          | 2+2                            | 0                              | 0                              | -      | -      | -      | 10    | 6     | 0     |
| Sous-total            | Sous-total               | Sous-total            | 8           | 4           | 0           | 2                     | 3                     | 0                     | -                              | 4                              | 0                              | 0                              | -      | -      | -      | 14    | 7     | 0     |
| Total sur la carrière | Total sur la carrière    | Total sur la carrière | 260         | 68          | 24          | 11                    | 5                     | 0                     | -                              | 13                             | 5                              | 1                              | 6      | 1      | 0      | 290   | 79    | 25    |